# Grubb’s Tramway (Zeehan)
| Grubbs S.M. Co., Zeehan, ca. 1900 |                     |                       |                       |
| Streckenlänge: | 6,759 km            |                       |                       |
| Spurweite: | 1067 mm (Kapspur)   |                       |                       |
| Maximale Neigung: | 40 ‰                |                       |                       |
| Minimaler Radius: | 60 m                |                       |                       |
| |                     |                       |                       |
| \| \| 0,000 mi (0,000 km) \| Zeehan (CW) \| Zeehan (CW) \| \| \| 1,750 mi (2,816 km) \| Viadukt \| Viadukt \| \| \| 2.275 mi (3,661 km) \| Passhöhe (Summit) \| Passhöhe (Summit) \| \| \| 3,525 mi (5,673 km) \| Col. North \| Col. North \| \| \| 3,487 mi (5,612 km) \| Susanite \| Susanite \| \| \| 3,775 mi (6,075 km) \| Comstock Rd. \| Comstock Rd. \| \| \| 4,200 mi (6,759 km) \| Endstation (Terminus)[1] \| Endstation (Terminus)[1] \| |                     |                       |                       |
| Kopfbahnhof Streckenanfang (Strecke außer Betrieb) | 0,000 mi (0,000 km) | Zeehan (CW)           | Zeehan (CW)           |
| Brücke (Strecke außer Betrieb) | 1,750 mi (2,816 km) | Viadukt               | Viadukt               |
| Haltepunkt / Haltestelle (Strecke außer Betrieb) | 2.275 mi (3,661 km) | Passhöhe (Summit)     | Passhöhe (Summit)     |
| Haltepunkt / Haltestelle (Strecke außer Betrieb) | 3,525 mi (5,673 km) | Col. North            | Col. North            |
| Haltepunkt / Haltestelle (Strecke außer Betrieb) | 3,487 mi (5,612 km) | Susanite              | Susanite              |
| Haltepunkt / Haltestelle (Strecke außer Betrieb) | 3,775 mi (6,075 km) | Comstock Rd.          | Comstock Rd.          |
| Kopfbahnhof Streckenende (Strecke außer Betrieb) | 4,200 mi (6,759 km) | Endstation (Terminus) | Endstation (Terminus) |

Die Grubb’s Tramway war eine 6,7 Kilometer lange Pferdeeisenbahn in Tasmanien, die ab 1891 von Zeehan im Westen der australischen Insel Tasmanien über eine Passhöhe zur Colonel North Mine führte. Sie wurde 1899 zur Colonel North Tramway umfirmiert und 1927 stillgelegt. Täglich außer sonntags fuhren drei Mal pro Tag Güterwagen, die auch Fahrgäste transportierten. Bergauf dauerte die Fahrt 90 Minuten oder mehr, von der Passhöhe bergab nur sechs Minuten.

## Lage
Die Strecke begann an der Main Street, etwa 0,8 Kilometer vom Bahnhof Zeehan entfernt. Sie führte auf den ersten fast vier Kilometern steil bergauf zu einer Passhöhe, wobei ein 241 Meter langes und bis zu zwölf Meter hohes Viadukt passiert wurde. Nach Ankunft des Personenwagen, der etwa 30 Fahrgäste aufnehmen konnte, auf der Passhöhe wurden die zwei bis drei Pferde ausgespannt, und der Wagen fuhr aufgrund der Schwerkraft, nur über eine starke Bremse verlangsamt, bergab zum Bergwerk. Die größte Steigung betrug 40 ‰. Die engste Kurve hatte einen Radius von 60 Metern. Die Strecke hatte eine Spurweite von 1067 mm (3 Fuß 6 Zoll) und ein Schienengewicht von 8,9 kg/m auf den Schwellen, die im Abstand von 610 mm (2 Fuß) verlegt waren.

## Entdeckung der Mine
Im April 1898 wurden zwei Erzsucher von Geschäftsleuten aus Hobart in die Gegend von Zeehan geschickt. Nach zweimonatiger Suche hatten sie einen Erfolg zu vermelden: In einem Bach fanden sie eine Erzader aus Silber und Blei, die die Oberfläche in Form eines großen Felsens durchbrach. Unverzüglich wurden zwei jeweils 89 Acres große Claims abgesteckt.

## Gründung der Gesellschaft
Es wurde schnell klar, dass viel Kapital benötigt wurde, um das Bergwerk und eine dorthin führende Eisenbahn zu entwickeln. Daher wurde eine Gesellschaft mit einem Stammkapital von 46.000 £ gegründet. Am 18. Februar 1890 wurden beim ersten Meeting der Anteilhaber die Statuten und Direktoren benannt. Eine der ersten Entscheidungen betraf den Bau einer Eisenbahn, obwohl auch eine Straße hätte gebaut werden können, um die Gerätschaften ins Bergwerk zu bringen, was aber zum Abtransport des Erzes weniger gut geeignet gewesen wäre.

## Vermessung
Die einzige sinnvolle Route für eine Straße hätte über den Comstook geführt, aber das hätte einen großen Umweg auf dem Weg zum nächsten Bahnhof bedeutet. Die Errichtung einer Straße durch das bergige Gelände wäre sehr aufwendig gewesen. Daher wurde eine Eisenbahn bevorzugt. Die Vermessung war in dem unwegsamen Gelände sehr aufwendig, und über 30 Kilometer Wege mussten Sichtschneisen in das dichte Myrte-Gehölz geschlagen werden, bevor die beste Trassenführung ermittelt werden konnte.

## Bau
Der Bau der Strecke wurde an R. O. Grubb vergeben, der das Gelände bereits erkundet und den Vermesser unterstützt hatte. Er wurde durch den Bergwerksmanager Woolcock unterstützt.

## Kosten
Die Gesamtkosten beliefen sich auf 11.395 £. Die Gesellschaft hatte eine staatliche Konzession für den Bau der Strecke, über die folgende Unternehmen bedient werden konnten:
- Silver Prince
- Balstrup Central
- Manganese Hill
- Mount Zeehan (Tasmania)
- S.L.M. Co.
- Balstrup Junction
- North Grubb’s
- Nubeena[6]

Während des Baus der Bahn wurden bereits 70 Tonnen Erz abgebaut und in verschiedenen Eisenwerken verhüttet. Da aber ohne Eisenbahn kein schweres Gerät in das Bergwerk gebracht werden konnte, wurde mit dem Abbau im großen Stil bis zur Fertigstellung der Strecke zugewartet. Eine mechanische Winde wurde für 850 £ aus England importiert. Eine Tangye-Dampfmaschine mit 40 PS wurde aus Victoria beschafft ebenso wie ein Dampfkessel, Pumpen, Rohrleitungen und Teile für den Bau der Winde. Insgesamt hatten die Gerätschaften einen Wert von 3500 £, einschließlich der folgenden Positionen:
- Extra-starke Pumpausrüstung von Humble & Nicholson aus Geelong: 543 £
- Pumpen und Pumpanlagen von W. Cooper aus Clunes: 218 £
- Stahlkessel von McKay Bros. aus Hobart und Zeehan: 160 £.[6]

## Eröffnung
Am Freitag, den 23. Oktober 1891 versammelte sich auf Einladung der Grubb S.M. Co. eine etwa 100-köpfige Gesellschaft, um die Grubb Tramway und die Maschinen des Bergwerks feierlich in Betrieb zu nehmen. Der erste Personenwagen verließ den Ausgangspunkt der Strecke kurz nach 10:00 Uhr und ein zweiter mittags um 12:00 Uhr. Die Betreiber führten die Besucher über das Firmengelände und zeigten ihnen die neuen Maschinen. Eine mit Doppelzyinder ausgerüstete Dampfmaschine mit 20 PS trieb die Winde an.

## Besitzerwechsel, Verstaatlichung und Stilllegung

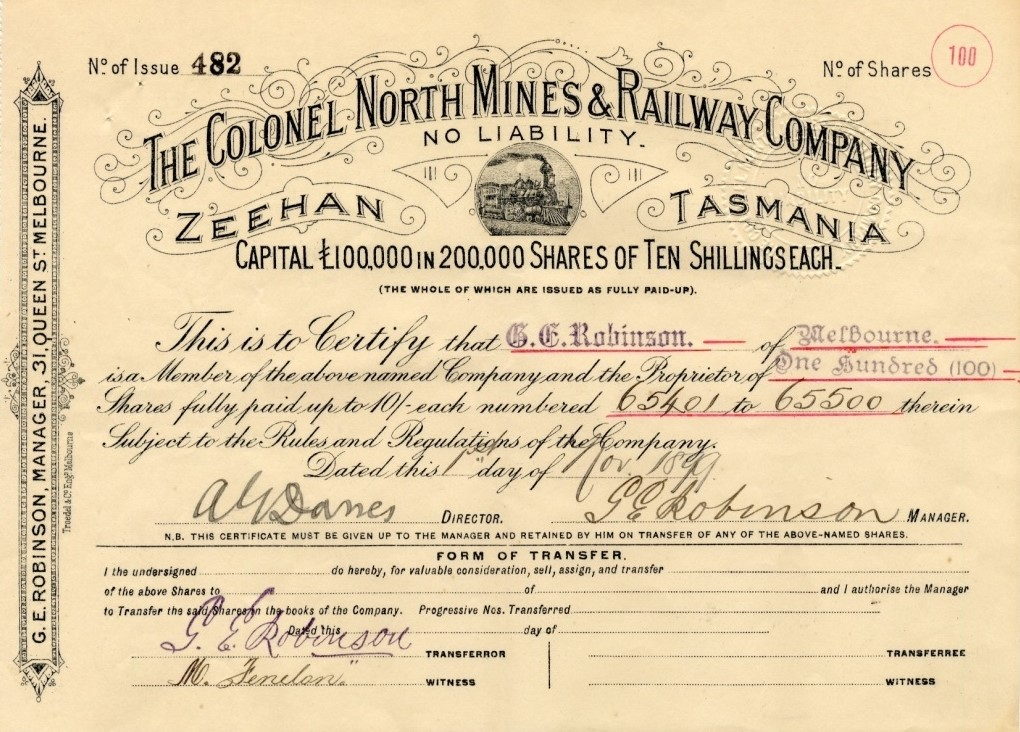
Aktie der Colonel North Mines & Railway Company, Zeehan, Tasmanien, 1. November 1899

Grubb’s Tramway wurde 1899 zur Colonel North Tramway umfirmiert. Die Firma entstand 1899 durch die Übertragung des Gesamtvermögens der Grubb's Company und der Colonel North Mining Company. Die neue Firma gab 200,000 Aktien für je 10 Shilling aus. Die Zielsetzung war Bergbau, Entwicklung der Besitztümer und Verlängerung der Eisenbahn in den Comstock District.
Später übernahm die Regierung die Strecke und deren Betrieb. Am 27. Januar 1912 protestierte J. E. Ogden gegen die Vergabe eines Nutzungsrechts der alten Colonel North Tram, die zu diesem Zeitpunkt bereits der Regierung gehörte. Der zuständige Minister, A. Hean, sagte daraufhin, er werde umfassende Abklärungen durchführen, bevor die Konzession vergeben werde. Der Bahnbetrieb wurde 1927 eingestellt.

## Weiterführende Literatur
- Lindsay Whitham: Grubb’s, Colonel North, Comstock and associated tramways, Zeehan. In: Light Railways. Juni 2006, St Ives, N.S.W., S. 9–14.